# Achtundneunzig
Achtundneunzig (98) ist die natürliche Zahl zwischen 97 und 99. Sie ist die höchste gerade zweistellige Zahl im Dezimalsystem.

## Mathematik
- 98 ist eine Wedderburn-Etherington-Zahl.[1]
- 98 ist eine Palindromzahl im quinären Zahlensystem (343) und im senären Zahlensystem (242).
- 98 ist die Summe der Primzahlen von 3 bis 23.

## Chemie
- 98 ist die Ordnungszahl von Californium.

## Weiteres
- Höchste Spielernummer in der nordamerikanischen National Hockey League (NHL), Eishockey-Profiliga, da die 99 nach Wayne Gretzky nicht mehr vergeben wurde